# Armenteule
Armenteule – miejscowość i dawna gmina we Francji, w regionie Oksytania, w departamencie Pireneje Wysokie. W 2013 roku jej populacja wynosiła 57 mieszkańców. 
1 stycznia 2016 roku połączono dwie wcześniejsze gminy: Loudenvielle oraz Armenteule. Siedzibą gminy została miejscowość Loudenvielle, a nowa gmina przyjęła jej nazwę. 